# Pop Robson
Bryan Stanley Robson, noto come Pop Robson (Sunderland, 11 novembre 1945), è un ex calciatore inglese, di ruolo attaccante.

## Carriera
Giocò nella First Division inglese in diverse squadre. Fu capocannoniere del campionato nel 1973.

## Palmarès

### Competizioni nazionali
- Campionato inglese di seconda divisione: 2

Newcastle: 1964-1965
Sunderland: 1975-1976

### Competizioni internazionali
- Coppa delle Fiere: 1

Newcastle: 1968–1969